# هنری وارد بیچر
هنری وارد بیچر (۲۴ ژوئن ۱۸۱۳–۸ مارس ۱۸۸۷) یک روحانی جماعت‌گرا، اصلاح‌طلبان اجتماعی و سخنران آمریکایی بود که به دلیل حمایت از لغو برده‌داری، تأکید بر عشق خدا و محاکمه زنا در سال ۱۸۷۵ شهرت داشت. تمرکز بلاغی او بر عشق مسیح بر جریان اصلی مسیحیت در قرن بیست و یکم تأثیر گذاشته است.
بیچر پسر لیمن بیچر، وزیر کالوینیست بود که به یکی از مشهورترین مبشران عصر خود تبدیل شد. چند تن از برادران و خواهران او به مربیان و فعالان مشهور تبدیل شدند، به ویژه هریت بیچر استو، که با رمان لغو ممنوعیت خود به نام «کلبه عمو تام» به شهرت جهانی دست یافت. هنری وارد بیچر در سال 1834 از کالج آمهرست و در سال 1837 از مدرسه علمیه لین فارغ التحصیل شد و سپس در لارنسبورگ، ایندیانا به عنوان وزیر خدمت کرد، و بعداً در کلیسای پروتستان دوم ایندیاناپولیس، زمانی که جماعت در سرکل هال در مومننت اقامت داشتند.